# Gontscharovia
Gontscharovia là một chi thực vật có hoa trong họ Hoa môi (Lamiaceae).

## Loài
Chi Gontscharovia gồm các loài: